# Škoda Electric

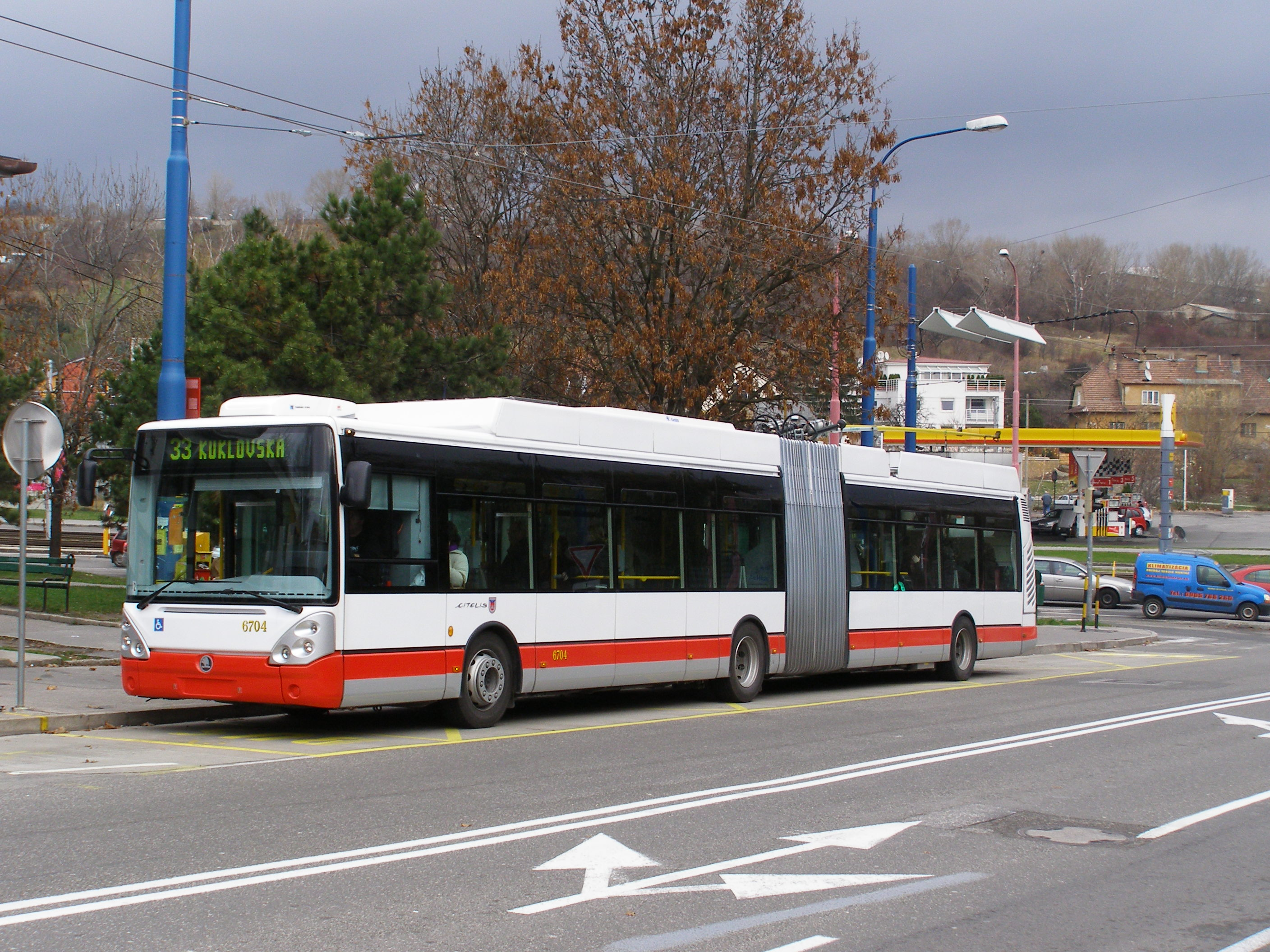
Trolejbus Škoda 25Tr vyráběný ve Škodě Electric

ŠKODA ELECTRIC a.s. je česká elektrotechnická firma sídlící v Plzni, dceřiná společnost Škody Transportation. Vyrábí elektrické pohony a trakční motory pro trolejbusy, tramvaje (tramvaje Škoda), lokomotivy (elektrické lokomotivy Škoda), příměstské vlakové jednotky, metro, důlní vozidla, apod. Sama je od roku 2004 také dodavatelem vlastních trolejbusů, především pro český a slovenský trh (typy 24Tr, 25Tr, 26Tr, 27Tr, 28Tr, 30Tr, 31Tr, 32Tr, 33Tr, 35Tr a Škoda 36Tr). Škoda Electric se podílela na výrobě prototypů hybridních autobusů TriHyBus (2009) a Škoda H12 Solaris (2012), vyrábí také elektrobusy 26BB, 29BB, 34BB a 36BB.
Navazuje na dlouholetou tradici elektrotechnické výroby Škodových závodů v Plzni, která byla zahájena v roce 1901 v Elektrotechnickém závodě. Do obchodního rejstříku byla zapsána 5. března 1993 pod názvem Škoda, DOS, Plzeň, s.r.o., od 26. ledna 1996 nesla název ŠKODA DOS s.r.o. a mezi 18. prosince 2002 a 1. květnem 2007 působila jako ŠKODA ELECTRIC s.r.o.
Své výrobky dodává také světovým strojírenským gigantům jako jsou General Electric, Hyundai Rotem nebo Caterpillar.